# Mulholland Drive
Mulholland Drive är en amerikansk psykologisk drama- och thrillerfilm från 2001, regisserad och skriven av David Lynch. Filmen blev år 2016 utnämnd av filmkritiker till "2000-talets bästa film", enligt en undersökning genomförd av brittiska BBC.

## Handling
Den unga och naiva Betty (Naomi Watts) anländer till Hollywood för att söka lyckan inom filmbranschen. Där möter hon Rita (Laura Harring), en attraktiv kvinna som lider av minnesförlust efter en brutal och plötslig trafikolycka. Tillsammans ger de sig ut på ett sökande efter Ritas verkliga identitet och dras under resan ned i en spiral av sällsamma händelser. Snart vet ingen av dem vad som är verklighet och vad som är fantasi.

## Rollista
| Naomi Watts     | – Betty Elms / Diane Selwyn             |
| Laura Harring   | – Rita / Camilla Rhodes                 |
| Ann Miller      | – Catherine 'Coco' Lenoix / Adams mamma |
| Dan Hedaya      | – Vincenzo Castigliane                  |
| Justin Theroux  | – Adam Kesher                           |
| Brent Briscoe   | – Kriminalpolis Neal Domgaard           |
| Robert Forster  | – Kriminalpolis Harry McKnight          |
| Katharine Towne | – Cynthia Jenzen                        |
| Lee Grant       | – Louise Bonner                         |
| Scott Coffey    | – Wilkins                               |
| Billy Ray Cyrus | – Gene                                  |
| Chad Everett    | – Jimmy Katz                            |
| Rita Taggart    | – Linney James                          |
| James Karen     | – Wally Brown                           |
| Lori Heuring    | – Lorraine Kesher                       |

## Om filmen
David Lynch påbörjade arbetet med Mulholland Drive 1999, då som en tv-serie. Eftersom inget tv-bolag var villigt att köpa upp serien beslutade han att arbeta om det redan filmade materialet till långfilmsformat. Påföljande år, 2000, filmades kompletterande material. Mulholland Drives totala budget stannade på ungefär 15 miljoner dollar, vilket i Hollywoodsammanhang är en förhållandevis liten summa.

## Regissörens tio ledtrådar till att tolka filmen
Regissören David Lynch har nämnt tio ledtrådar för att hjälpa tittare att tolka filmen:
1. Lägg speciellt märke till inledningen av filmen, minst två ledtrådar avslöjas i förtexterna.
2. Lägg märke till situationer där den röda lampskärmen förekommer.
3. Kan du höra titeln på den film som Adam Kesher prövar skådespelare för? Nämns den någon mer gång?
4. En hemsk olycka äger rum. Lägg märke till platsen för denna olycka.
5. Vem lämnar över en nyckel och varför?
6. Lägg märke till morgonrocken, askfatet och kaffekoppen.
7. Vad upplevs, inses och erhålles på klubben Silencio?
8. Var det endast talang som hjälpte Camilla?
9. Lägg märke till passagerna som berör mannen bakom Winkies.
10. Var är tant Ruth?